# تجربة برج دلفت

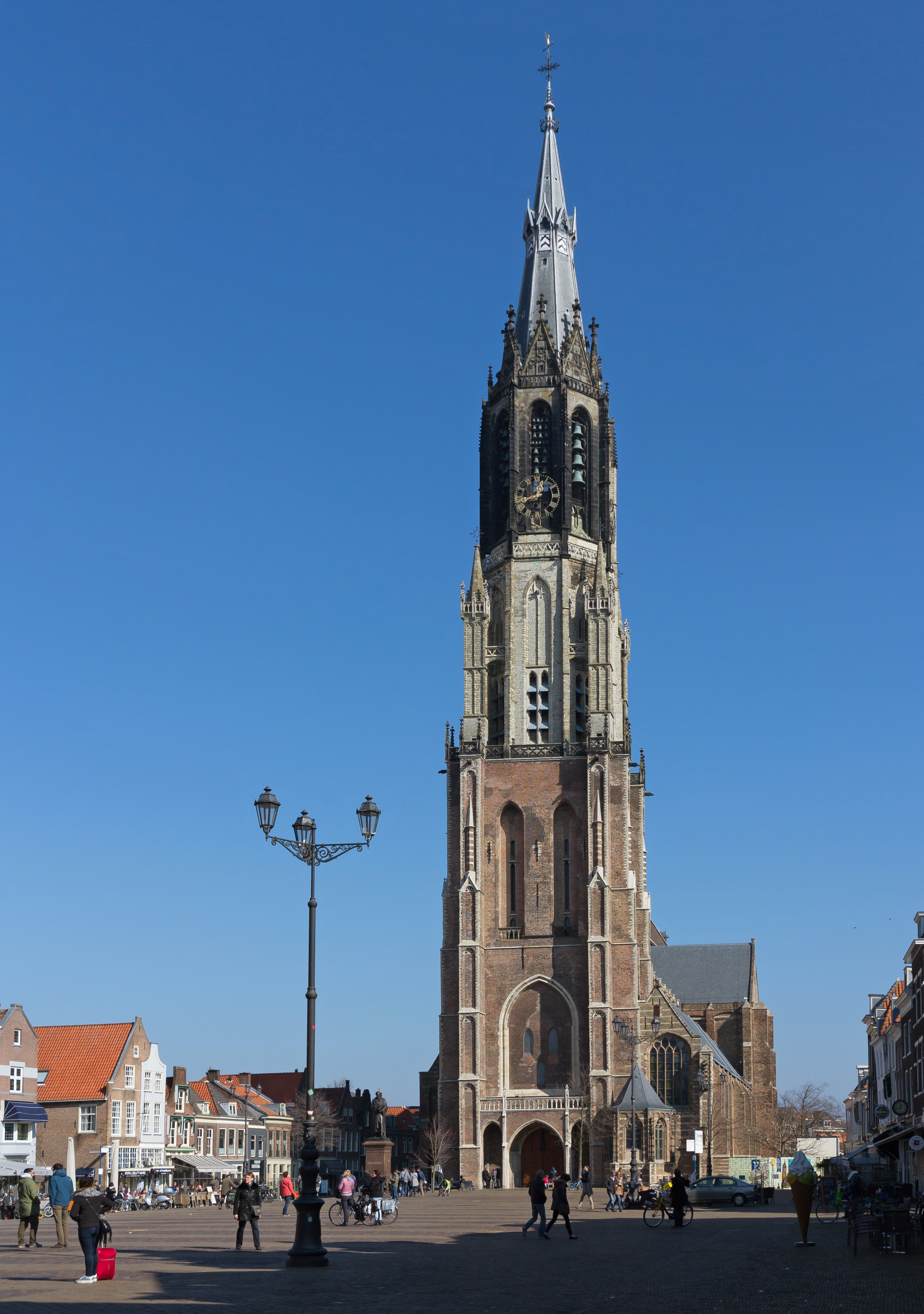
الكنيسة الجديدة في دلفت

تجربة برج دلفت هي تجربة علمية حول مدى تأثيرات الجاذبية. أجرى العالمان سيمون ستيفين، وجان دي غروت في عام 1586، وقد أثبتت التجربة أن الأجسام ذات الحجم المتطابق والكتلة المختلفة تسقط بنفس السرعة، وقد أُجريت التجربة من خلال إسقاط كرتين من الرصاص من أعلى كنيسة نيوي كيرك في مدينة دلفت الهولندية. وتعد هذه التجربة بمثابة لحظة تأسيسية في تاريخ علم الاستاتيكا، والذي ساعد عمل ستيفين في تدوينه.

## تاريخ
لقد أدى الاهتمام المتزايد بالفيزياء في أواخر القرن السادس عشر، إلى قيام عدد من العلماء الأوروبيين بإجراء تجارب على تعقيدات المجال العلمي. وقد مثلت العديد من هذه التجارب- بصورة مباشرة أوغير مباشرة - تحديًا لقوانين الفيزياء التي صاغها أرسطو، والذي كانت نظريته آنذاك بمثابة المدرسة الفكرية المهيمنة في أوروبا. وعلى الرغم من أن معظم التجارب العلمية المعاصرة أجراها علماء إيطاليون، غير أنه بحلول ثمانينيات القرن السادس عشر تكاثرت أفكار جديدة حول الفيزياء في بقية أرجاء أوروبا.

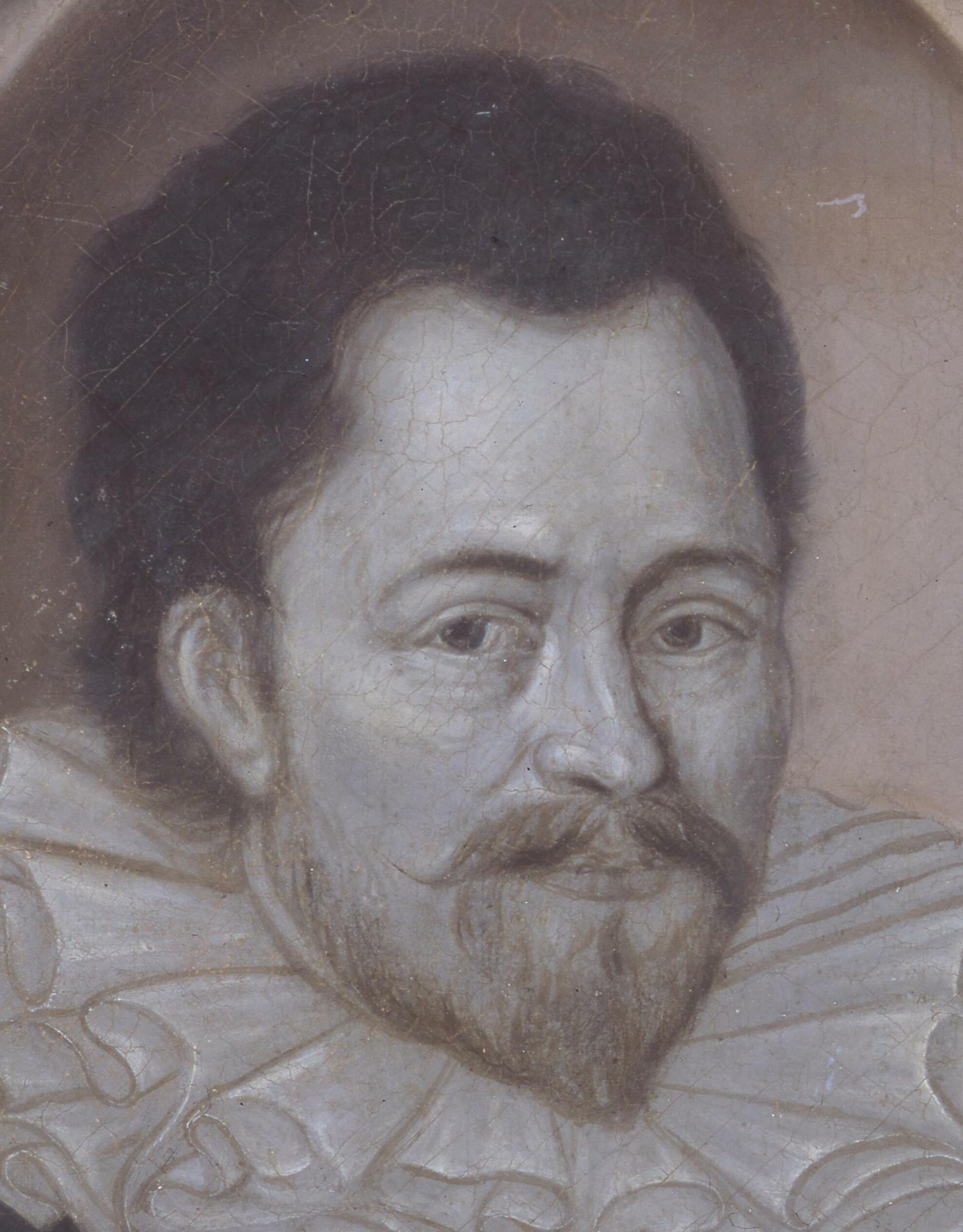

وقد كان المهندس والرياضي الفلمنكي، سيمون ستيفين، أحد العلماء الأوروبيين الذين تبنوا وجهة النظر الجديدة للفيزياء. وقد كان ستيفين يعمل مستشارًا عسكريًا لبلاط السياسي الهولندي فيليام الصامت، وبالتالي كان يقيم في دلفت عندما احتلت حكومة ويليام المدينة؛ وكان أحد المستفيدين الرئيسيين من خدمات ستيفين هو موريس أمير أورانج، الذي سمحت رعايته لستيفين بمواصلة اهتماماته العلمية. وفي حين كان الاهتمام الرئيس لدى ستيفين في البلاط هو تصميم التحصينات الدفاعية، إلا أنه قد اهتم أيضًا بجريان الموائع، حيث صمم سلسلة من التحسينات للطواحين الهوائية في دلفت. ومن أجل الحصول على إذن بالعبث بمطاحن دلفت، استعان ستيفين بخدمات جان كورنتس دي غروت، وهو محام محلي ووالد الباحث القانوني هوغو دي غروت. وقد أصبح دي غروت الأكبر وستيفين صديقين، وقد استثمر دي غروت في العديد من المطاحن الجديدة التي تم بناؤها باستخدام تصميم ستيفين.
وفي عام 1586م، تعاون الصديقان ستيفين ودي غروت لإجراء تجربة، كان الهدف منها هو تحدي نظرية أرسطو القائلة بأن الأجسام تسقط بسرعة تتناسب طرديًا مع كتلتها. ولإجراء هذه التجربة، قام الأثنان بحمل زوجًا من الكرات الرصاصية ذات الحجم المتطابق إلى أعلى كنيسة نيوي كيرك في دلفت، ثم إسقاطهما على منصة خشبية على ارتفاع 30 قدمًا أسفل الكنيسة؛ وقد كانت إحدى الكرتين أثقل من الأخرى بعشر مرات. وعندما سقطت الكرتان، اصطدمتا بالمنصة الخشبية الموجودة في الأسفل، في نفس الوقت تقريبًا، الأمر الذي يشير إلى أن الأجسام ذات الحجم نفسه تسقط بنفس السرعة بغض النظر عن الكتلة. وعليه فقد استنتج ستيفين أن نظرية أرسطو كانت غير صحيحة.

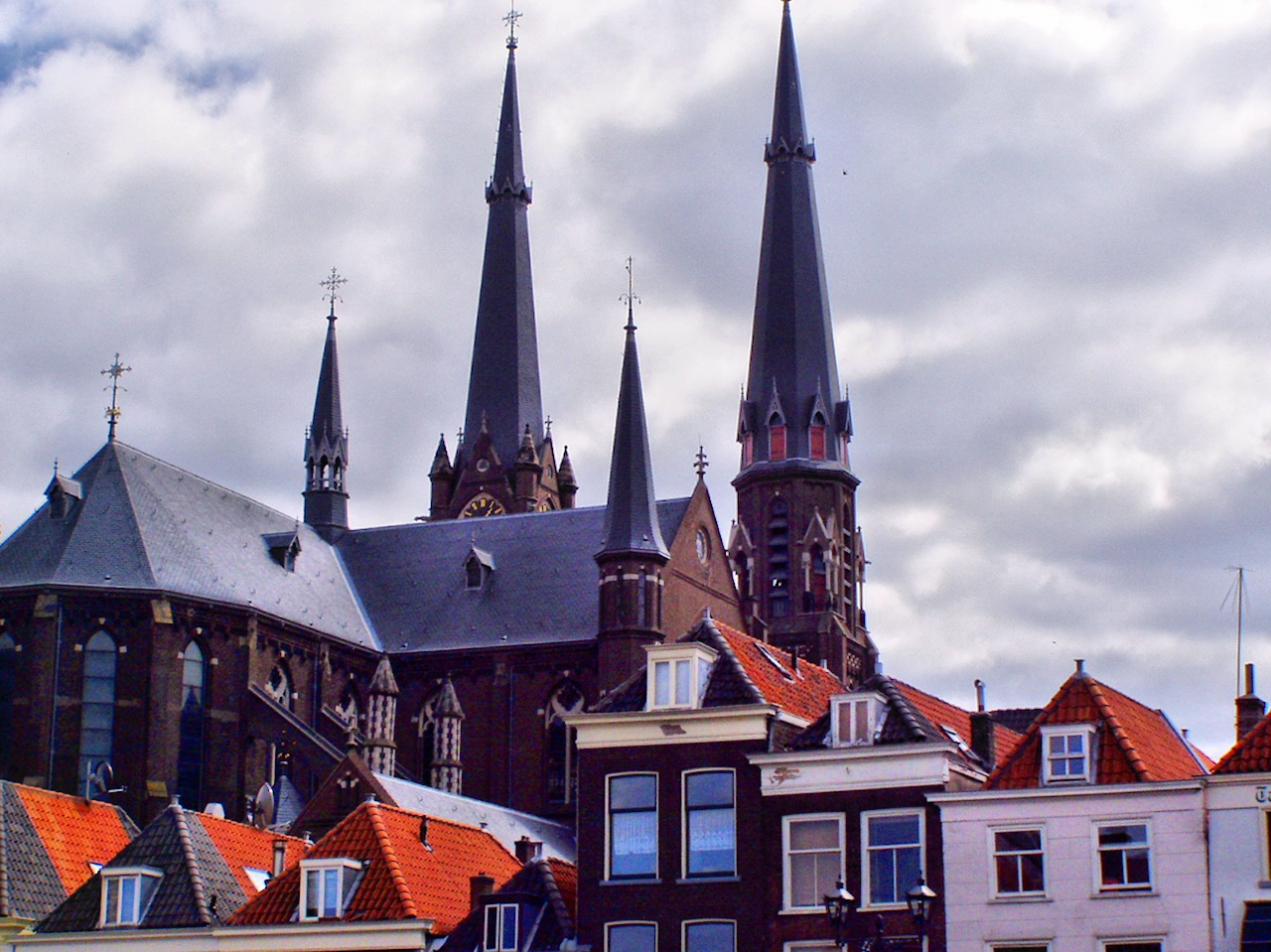

وعلى الرغم من نجاح تجربة برج دلفت، غير أنه لم تُجرى بنفس الدقة العلمية التي أُجريت بها التجارب اللاحقة؛ حيث افتقر ستيفين إلى الأداة التي تمكنه من قياس سرعة الكرات المتساقطة بدقة، مما اضطره إلى الاعتماد على ردود الفعل الصوتية (التي تسبب فيها اصطدام الكرتان بالمنصة الخشبية)، وكذلك على روايات شهود العيان من أجل استنتاج أن الكرات سقطت بنفس السرعة. ولهذا السبب، فقد حظيت التجربة التي أجريت في كنيسة نيوي بمصداقية أقل من التجارب المماثلة، أي ذلك العمل الأكثر أهمية الذي قام به غاليليو غاليلي وتجربته الفكرية الشهيرة في برج بيزا المائل في عام 1589م. حيث أسقط جسمين مختلفين في الكتلة من قمة برج بيزا المائل لإثبات أن زمن السقوط الحر لا يعتمد على الكتلة، وقد وصف جاليلو هذه التجربة في كتابه (عن الحركة). حي قال: «تخيل جسمين، غير متساويين في الكتلة متصلين ببعضهما البعض بسلسلة، تم إسقاطهم من قمة برج بيزا. مع افتراض أن الأجسام الأثقل تسقط أسرع من الأجسام الأقل في الكتلة (والعكس صحيح، الأجسام الأقل كتلة تسقط أبطا)، فإن ما سيحدث هو أن السلسلة ستؤخر سقوط الجسم الأثقل بسبب بطء سقوط الجسم الأخف. في هذة الحالة يكون النظام (الجسمين المختلفتين والسلسلة) أثقل من حالة سقوط الجسم الأثقل وحده، ومع ذلك تأخذ وقتا أطول. هذا التناقض لا يقود المرء إلا إلى الاستنتاج أن افتراض أرسطو غير صحيح.».
وقد نشر ستيفين النتائج التي وصل إليها في عمله De Beghinselen Der Weeghconst -عام 1586م، والذي يمكن ترجمته إلى «مبادئ السكونيات ومبادئ فن الوزن». والذي قال فيه:
«دعونا نأخذ (مثل جان كورنيتس دي جرووت المتعلم والباحث الدؤوب في أسرار الطبيعة) كرتين من الرصاص، واحدة أكبر وأثقل من الأخرى بعشر مرات، إلى ارتفاع 30 متر والسماح لهم بالسقوط الحر. فإن ما سنراه حينها ليس أن الكرة الأصغر أخذت وقت أكبر بعشر مرات من الكرة الأثقل، لكنهم وصلوا إلى الأرض في نفس الوقت. وهو دليل كافي على إثبات خطأ أرسطو»
ويمكن النظر إلى تجربة ستيفين ودي غروت - إلى جانب تجارب معاصريهم الإيطاليين - على أنها واحدة من التجارب الأساسية في تاريخ علم الإستاتيكا الحديث.